# بوب برونر
بوب برونر (بالإنجليزية: Bob Brunner)‏ هو كاتب سيناريو ومنتج أفلام أمريكي، ولد في 3 أغسطس 1934 في نيويورك في الولايات المتحدة، وتوفي في 28 أكتوبر 2012 في Northridge, Los Angeles ‏ في الولايات المتحدة.

## وصلات خارجية
- بوب برونر على موقع IMDb (الإنجليزية)
- بوب برونر على موقع ألو سيني (الفرنسية)
- بوب برونر على موقع أول موفي (الإنجليزية)
- بوب برونر على موقع قاعدة بيانات الفيلم (الإنجليزية)
- بوب برونر على موقع كينوبويسك (الروسية)